# Aïssatou Cissé

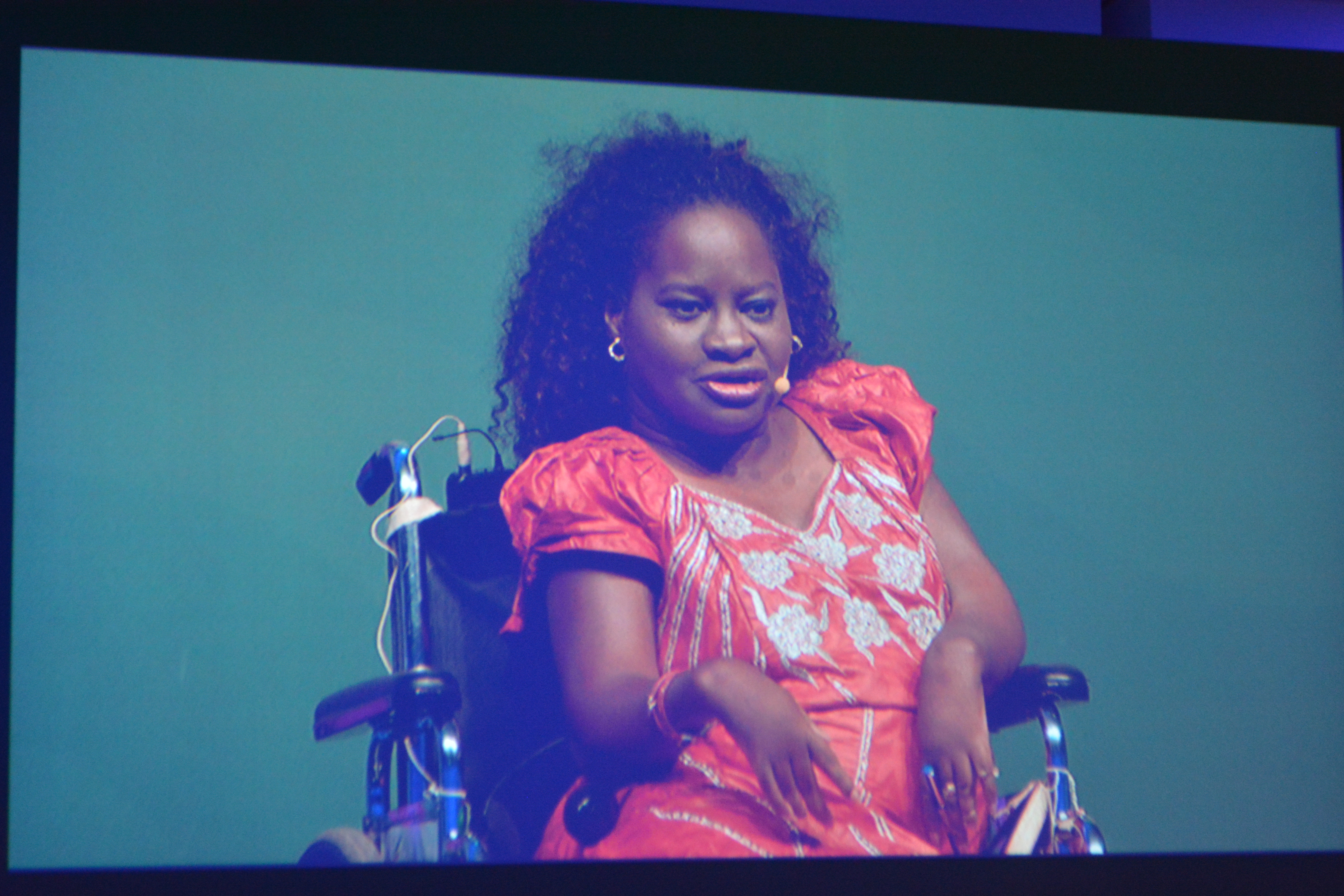
Aïssatou Cissé (2016)

Aïssatou Cissé, auch Aissatou Cisse (* 1971 in Dakar, Senegal), ist eine senegalesische Schriftstellerin, Aktivistin und Beraterin des senegalesischen Präsidenten.

## Leben
Cissé wurde um 1971 in Niayes Thioker in der senegalesischen Hauptstadt Dakar in eine Familie mit acht Geschwistern geboren. Bei Cissés Geburt wurden ihr Verletzungen zugefügt, sodass sie bis heute eine Behinderung hat.
Cissé gelang es ihre Schulausbildung abzuschließen und anschließend Moderne Literatur zu studieren. Mit 18 Jahren begann sie erstmals schriftstellerisch tätig zu werden, laut der Journalistin Charlotte Wiedemann „aus Wut über die Polygamie in der Familie ihrer besten Freundin“.
Ihr erstes Buch veröffentlichte Cissé 2002 unter dem Titel Zeina, 2004 folgte Linguère Fatim.
Cissé wurde zudem als Beraterin des senegalesischen Präsidenten Macky Sall ernannt. Sie engagierte sich stark für Menschen mit Behinderungen, zusammen mit dem Ministerium für Gesundheit erstellte sie einen Plan die staatlichen Sporthallen auch für behinderte Menschen zugänglich zu machen. Sie ist Kommissarin für den „African Peer Review Mechanism“ für Good Governance, einem Mechanismus der Afrikanischen Union. Cissé ist auch Mitglied im afrikanischen Feministinnen-Forum.

## Werke
- Zeina (2002)
- Linguère Fatim (2004)
- A Secret too heavy (2016)